# Здраве ТВ
Здраве ТВ е бивш български телевизионен канал.
Стартира през 2005 г. на мястото на „Канал 2001“. Негов собственик е Георги Агафонов. Излъчва предавания на здравна тематика, научнопопулярни филми, а също така и теленовели. В края на 2008 г. е ребрандиран като музикална телевизия, под името „Европейска музикална телевизия“. Закрит е през 2009 г.

## Предавания
- Нещо свежо
- Пластика със Зейнеб Маджурова
- Пулс
- За билките
- Нещата от живота
- Дами канят
- Дел'арте
- Всичко е любов
- Раница
- Спаринг
- Аве, професоре